# بلدة كروس فيليج (ميشيغان)
كروس فيليج (بالإنجليزية: Cross Village Township, Michigan)‏ هي بلدة تقع بولاية ميشيغان في الولايات المتحدة. تبلغ مساحتها 26.5 (كم²)، وترتفع عن سطح البحر 215 م، بلغ عدد سكانها 294 نسمة في عام تعداد الولايات المتحدة 2000 حسب إحصاء مكتب تعداد الولايات المتحدة وتصل الكثافة السكانية فيها 11.3 نسمة/كم2.

## وصلات خارجية
- The US50 - Cities and Towns in Michigan State
- Michigan Cities and Towns, Facts, Map, Flag, Colleges, Government, and More